# دين كونلي
دين كونلي هو سياسي أمريكي، ولد في 15 أبريل 1946 في بينتسفيل في الولايات المتحدة، وتوفي في 19 مايو 2010 في كولومبوس في الولايات المتحدة. نشط حزبياً في الحزب الديمقراطي. وقد انتخب عضو مجلس نواب أوهايو ‏.